# جان بورغينيون
جان بورغينيون هو مهندس بلجيكي، ولد في 29 أغسطس 1926، وتوفي في 10 مايو 1981.